# In de ghetto
«In De Ghetto» es una canción de música dance del DJ puertorriqueño David Morales y The Bad Yard Club con la colaboración vocal de Delta Bennett publicada en 1993. Posteriormente publicaron en 1996 un remix con la colaboración de Crystal Waters.
En 2021 fue versionada por J Balvin y Skrillex, titulándola «In Da Getto». Para la portada del sencillo contaron con el tiktoker senegalés Khaby Lame.